# Catumbela
Catumbela è una città e municipio dell'Angola che si trova nella provincia di Benguela.
Catumbela ha più di 200.000 abitanti distribuiti in quattro comuni (Gama, Praia Bebe, Biópio e Catumbela sede centrale). Si trova sulla riva destra del fiume Catumbela, da cui ha origine il suo nome ed è situata sulla strada che unisce le città di Benguela e Lobito. La città di Catumbela dista 6 chilometri dall'oceano Atlantico e 12 chilometri dalla baia di Lobito. Catumbela è servita da una stazione sulla rete ferroviaria nazionale e da un aeroporto.

## Sport

### Calcio
Principale club calcistico è l 'União Desportiva e Recreativa da Catumbela.